# Chalifert
Chalifert ist eine französische Gemeinde mit 1.581 Einwohnern (Stand: 1. Januar 2022) im Département Seine-et-Marne in der Region Île-de-France. Sie gehört zum Arrondissement Torcy und zum Kanton Lagny-sur-Marne (bis 2015: Kanton Thorigny-sur-Marne). Die Einwohner werden Chaliférois genannt.

## Geographie

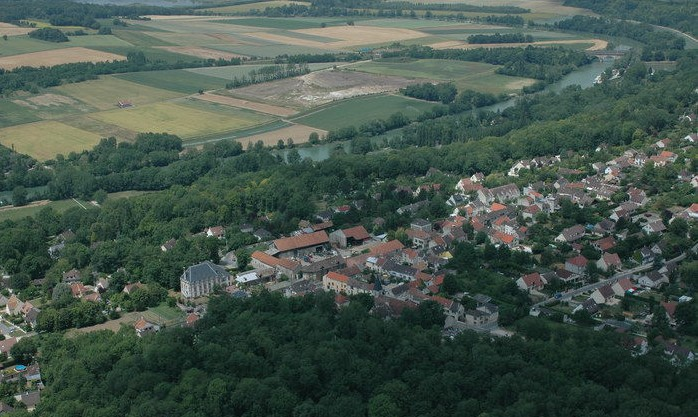
Luftbild von Chalifert

Chalifert liegt etwa 25 Kilometer östlich von Paris an der Marne. Umgeben wird Chalifert von den Nachbargemeinden Jablines im Norden, Lesches im Nordosten, Coupvray im Osten, Chessy im Süden sowie Dampmart im Westen.

## Bevölkerungsentwicklung
| Jahr                      | 1962 | 1968 | 1975 | 1982 | 1990 | 1999 | 2006 | 2012 |
| Einwohner                 | 299  | 339  | 462  | 603  | 831  | 1055 | 1161 | 1253 |
| Quellen Cassini und INSEE |      |      |      |      |      |      |      |      |

## Sehenswürdigkeiten
- Kirche Saint-André (siehe auch: Liste der Monuments historiques in Chalifert)
- Pfarrhaus
- Taratteturm
- Waschhäuser